# Happy's Place
Happy's Place är en amerikansk dramakomediserie vars första säsong hade premiär dem 18 oktober 2024 på NBC. Serien, vars första säsong består av 18 avsnitt, är skapad av Julie Abbott och Kevin Abbott. Serien har fått kontrakt på en andra säsong.

## Handling
Serien handlar om Bobbie som ärver sin fars restaurang. Hon blir dock inte särskilt glad när hon upptäcker att hon har fått en ny affärspartner, hennes halvsyster hon aldrig visste att hon hade.

## Rollista (i urval)
- Reba McEntire - Bobbie McAllister
- Belissa Escobedo - Isabella
- Melissa Peterman - Gabby
- Rex Linn - Emmett
- Pablo Castelblanco - Steve